# جزيرة برابانت
```
جزيرة برابانت
 
(
بالإنجليزية
: 
Brabant Island
)‏
 هي ثاني أكبر 
جزيرة
 في 
أرخبيل بالمر
 داخل 
إقليم أنتاركتيكا البريطاني
 ، وتقع بين 
جزيرة أنفيرس
 وجزيرة لييج . يبلغ طول الجزيرة من الشمال إلى الجنوب حوالي 
59 كيلومتر (37
 
ميل)
 وعرضها حوالي 
30 كيلومتر (19
 
ميل)
 ويبلغ ارتفاع أعلى نقطة فيها 
2,520 متر (8,268
 
قدم)
 وهي قمة 
جبل باري
 . يقع في الجزء الداخلي من الجزيرة سلسلتان جبليتان، وهما سلسلة 
جبال سولفاي
 في الجزء الجنوبي من الجزيرة ( أعلى نقطة في السلسلة هي 
قمة كوك
 1590 م) وسلسلة جبال ستريبوج (أعلى نقطة في السلسلة هي قمة 
جبل باري
) في الأجزاء الوسطى والشمالية.
```

تم تسميتها من قبل البعثة البلجيكية في أنتاركتيكا (1897–1899) تحت قيادة أدريان دي جيرلاش ، الذي أطلق عليها هذا الاسم على اسم مقاطعة برابانت البلجيكية ، تقديراً للدعم الذي قدمه مواطنو المقاطعة لحملة الإستكشاف.
توجد ورقة علمية تلخص اكتشاف الجزيرة في الفترة 1984-1985 وتصف الجزيرة بأنها «غير مضيافة سيئة السمعة» وتذكر الورقة أن هناك دليلًا على وجود ست زيارات فقط للجزيرة منذ اكتشافها سنة 1898 وحتى سنة 1984.
زارها فريق من الباحثين وأمضوا هناك فصل الشتاء في عامي 1984-1985 وقاموا بأول محاولة ناجحة لتسلق جبل باري ( أعلى نقطة في الجزيرة).

## جيولوجيا
تشمل جزيرة برابانت التكتونية ما يصل إلى 2000 متر من الحمم البازلتية والأنزيكية والبلاستيكية البركانية ، والتي قد تتوافق مع المجموعة البركانية لشبه جزيرة أنتاركتيكا السفلى في القطب الجنوبي لساحل دانكو .

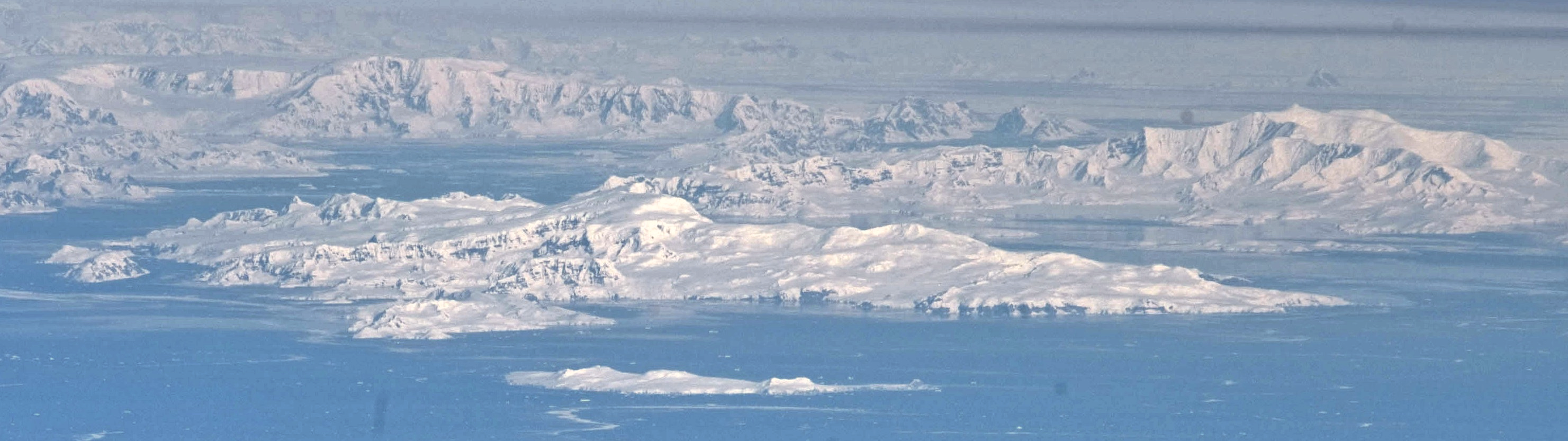
جزيرة برابانت كما تبدو من جهة الشمال